# Norrpada
Norrpada este o arie protejată (arie specială de conservare — SAC, sit de importanță comunitară — SCI) din Suedia întinsă pe o suprafață de 32,2 ha, integral pe uscat.

## Localizare
Centrul sitului Norrpada este situat la coordonatele 59°39′17″N 19°16′32″E / 59.6548°N 19.2755°E.

## Înființare
Situl Norrpada a fost declarat sit de importanță comunitară în decembrie 1998 pentru a proteja 1 specie de animale. Situl a fost protejat și ca arie specială de conservare în martie 2011.

## Biodiversitate
Situată în ecoregiunile boreală și marină baltică, aria protejată conține 1 habitat natural: Insulițe și insule mici din Baltica boreală.
La baza desemnării sitului se află o specie protejată de  nevertebrate: Vertigo angustior.